# Felipe Núñez
Felipe Alejandro Núñez Becerra (Caracas, 25 febbraio 1979) è un calciatore cileno, portiere del Santiago Wanderers.